# 若望十五世
教宗若望十五世（拉丁語：Ioannes PP. XV；？—996年4月）本名不詳，於985年8月至996年3月岀任教宗。如同在他之前佔有教宗地位的對立教宗博義七世，他也是獲得克瑞森家族的支持而擔任教宗的，不過他也與神聖羅馬帝國皇室交好，並在996年奧托三世前往羅馬時為其加冕。993年時他將一位奧斯堡主教烏里（Ulrich of Augsburg）封為聖人，開始了由教宗主持列聖過程的先河。

## 譯名列表
- 若望十五世：天主教香港教區禮儀委員會：禧年專頁 （页面存档备份，存于）、香港天主教教區檔案　歷任教宗、《大英簡明百科知識庫》2005年版、國立編譯舘作若望十五世。
- 约翰十五世：《世界人名翻譯大辭典》1993年版作約翰十五世。